# Puna humide des Andes centrales
Pour les articles homonymes, voir Puna (homonymie).
Localisation
La puna humide des Andes centrales est une écorégion terrestre définie par le Fonds mondial pour la nature (WWF) qui appartient au biome prairies et terres arbustives de montagne. Elle est située dans la cordillère des Andes, en Bolivie et au Pérou.

## Situation
Cette écorégion apparaît au-dessus de 3 500 m et est composée de prairies élevées, de terres arbustives de montagne, de lacs, de plateaux, de vallées et de sommets élevées. Elle est bordée à l'ouest par le désert de Nazca et à l'est par les yungas péruviennes. Au nord, elle fait la transition avec le páramo de la cordillère Centrale au nord, et au sud avec la puna des Andes centrales.
L'écorégion peut être divisée en trois sous-régions: la haute puna andine, la puna humide et les prairies humides de montagne.
La haute puna andine est située entre 4 200 et 5 000 m. Les températures descendent la nuit en dessous des 0 °C toute l'année et les précipitations annuelles sont inférieures à 700 mm, tombant principalement sous forme de neige ou de grêle.
La puna humide est située sur l'altiplano à une altitude comprise entre 3 700 et 4 200 m. Elle est plus humide en remontant vers le nord, où la saison humide dure huit mois, et plus sèche au sud, où la saison sèche dure deux mois. Les précipitations annuelles vont de 500 à 700 mm. Les températures descendent la nuit en dessous des 0 °C de mars à octobre.
Les prairies humides de montagne se trouvent dans la partie orientale de l'écorégion, à une altitude comprise entre 3 800 et 4 200 m. Elle comprend de profondes vallées d'origine glaciaire. Elles sont plus humides que la puna.

## Climat
Le climat varie entre semi-aride froid et subtropical des hauts plateaux.

## Zones protégées
- Réserve nationale Ulla Ulla
- Réserve nationale du Titicaca
- Réserve de Nor Yauyos-Cochas
- Sanctuaire historique du Machu Picchu
- Zone réservée de la cordillère Huayhuash
- Réserve nationale de Junín
- Parc national de Huascarán